# Chiesa di San Paolo (Legnano)
La chiesa di San Paolo è un luogo di culto cattolico di Legnano. È il riferimento della parrocchia di San Paolo, che corrisponde ad un quartiere della città del Carroccio di recente costruzione.

## Storia
Dalla seconda parte degli anni sessanta, il rione Ponzella iniziò a conoscere un momento di grande espansione urbanistica. Si ebbe dunque la necessità di costruire una nuova chiesa, poiché la chiesetta del quartiere poteva ospitare al massimo un centinaio di fedeli.
Nel 1968, per edificare la nuova chiesa, venne acquistato, per 15 milioni di lire, un terreno 8500 metri quadri. Come soluzione provvisoria, in luogo della chiesa vera e propria, fu inizialmente edificato un prefabbricato.
Il 15 agosto 1970 fu eretta la nuova parrocchia, che nacque grazie all'apporto delle parrocchie legnanesi confinanti dei Santi Martiri e di San Magno, le quali rinunciarono a parte del loro territorio. La nuova parrocchia possedeva già, come luoghi di culto, la chiesa di Santa Maria Maddalena (o della Ponzella) e la cappella di San Bernardino. Il nuovo edificio religioso fu consacrato dal cardinale Giovanni Colombo il 26 settembre dello stesso anno e venne dedicata a San Paolo apostolo per celebrare i 50 anni di ordinazione sacerdotale di papa Paolo VI.

## La chiesa e le opere artistiche
La chiesa ha pianta esagonale e non possiede opere d'arte di valore, a parte un quadro del XIV secolo ascrivibile a Matteo di Giovanni che rappresenta la Madonna, uno smalto della Via Crucis della Scuola del Beato Angelico di Milano che guarnisce una parete e un mosaico di stile bizantino che si ispira ad una decorazione presente in una chiesa di Ravenna.